# Trapianti illegali di rene in India
In India, nel gennaio del 2008, venne alla luce uno scandalo multimiliardario (in rupie) quando la polizia arrestò parecchie persone per trapianto di rene illegale nella città industriale di Gurgaon, a Sud-Ovest di New Delhi. I reni della maggior parte delle vittime, ovvero i poveri che vivevano nella parte ovest dello stato dell'Uttar Pradesh, erano trapiantati in clienti provenienti da USA, Regno Unito, Canada, Arabia Saudita e Grecia.. L'intervento della polizia fu richiesto dagli abitanti del luogo Moradabad in seguito alla evidenza della vendita illegale di reni. L'uomo accusato dello scandalo, Amit Kumar, venne arrestato in Nepal il 7 febbraio 2008 ed ha negato ogni attività criminosa.

## Cronologia degli eventi

### Il raid della polizia
Il 24 gennaio 2008, la polizia di Haryana e Uttar Pradesh fece un'irruzione in un palazzo sede di appartamenti per ospiti, di proprietà di Amit Kumar.
Secondo la polizia di Gurgaon, lo scandalo nella clinica locale era in corso da sei o sette anni. I donatori erano attirati con offerte di circa 30.000 rupie per la rimozione del rene. In primo luogo, erano attirati in clinica con il pretesto di opportunità di lavoro. Quindi gli veniva invece chiesto di donare i propri reni per denaro e tutti coloro che resistevano a ciò erano drogati contro la loro volontà ed in seguito operati. 
La polizia di Haryana, nella cui giurisdizione avvenne lo scandalo, emise mandati di cattura contro Upendra Aggarwal, un medico generale e socio di Amit Kumar per il suo coinvolgimento nello scandalo. Tuttavia, al momento del raid della polizia, Kumar ed altri suoi complici sfuggirono dopo la conoscenza di possibili arresti.
Il raid "salvò" cinque persone che furono trasferite al Gurgaon hospital.

### Cronologia degli eventi
Il 25 gennaio 2008, la polizia ha arrestato una coppia di statunitensi (non residenti indiani) e tre persone di nazionalità greca, due dei quali erano pazienti in attesa di trapianto.
La polizia ha rivelato che il Dr. Amit Kumar ed i suoi complici hanno effettuato 600 trapianti di rene negli ultimi 10 anni. È stato ulteriormente rivelato che Kumar, suo fratello Jeevan Kumar, Upendra Aggarwal e Saraj Kumar, un anestesista, erano stati arrestati in precedenza con l'accusa di trapianto illegale di organi umani nel Delhi, Andhra Pradesh and Maharashtra. Essi erano stati rilasciati dopo cauzione. Il 7 gennaio Kumar fu arrestato dalla polizia ma, rilasciato dopo pagamento di una "bustarella" di 2 milioni di rupie (circa 50000 $). Jeevan Kumar fu successivamente arrestato il 17 febbraio 2008 a Delhi. 
La Indian Medical Association, ha organizzato una sua commissione di tre membri, ed ha inoltre aperto un'indagine presso il Central Bureau of Investigation (CBI), La polizia Haryana ha ulteriormente scoperto due ospedali e 10 laboratori a Greater Noida and Meerut, città vicine a New Delhi per il loro presuntocoinvolgimento nello scandalo.
Nel frattempo, un tribunale di Gurgaon aveva emesso mandati d'arresto per Amit Kumar e suo fratello, Jeevan Rawat Kumar. Con sospetto crescente che Kumar avrebbe lasciato il paese,la polizia di Haryana richiese al Central Boreau of India di allertare l'Interpol. Quindi, furono emesse richieste di estradizione Red corner notice per i fratelli Kumar.

### Arresto di Amit Kumar
Il 7 febbraio 2008 Amit Kumar fu arrestato in una regione periferica del Nepal. Egli si nascondeva in uma località di villeggiatura nella foresta selvatica, a circa 35 miglia dal confine tra India e Nepal. Era in possesso di assegni circolari per 936000 rupie, 145.000 € e 18.900 $ in contanti. 
Presso il resort egli fece un tentativo infruttuoso di corruzione con la polizia nepalese.
Le accuse contro di lui dal Central Boreau of India, furono: 326 (lesioni volontarie gravi da arma), 342 (reclusione), 420 (truffa) and 120B (cospirazione criminale).